# Verlag Strüder

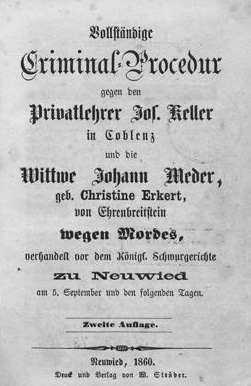
Titel eines der ersten Bücher des Verlags

Der Verlag Strüder wurde als Buchdruckerei und Zeitungsverlag Strüder KG 1843 von Wilhelm Strüder (* 31. März 1813 in Neuwied; † 9. April 1891 ebenda), einem gelernten Schriftsetzer und Buchdrucker, gegründet. Nach seinem Tod führten sein Sohn Philipp (* 27. Juli 1840 in Neuwied, † 4. Juni 1906 ebenda) und ab 1906 der Enkel Julius Strüder (* 11. Juni 1883 in Neuwied, † 26. September 1978 ebenda) und dessen Sohn Rolf Strüder (* 17. Juli 1909 in Neuwied, † 25. April 1972 in Koblenz) das Unternehmen und benannte es in Strüder’sche Buchdruckerei und Buchhandlung um. Diese war die dritte Zeitungsdruckerei in Neuwied.

## Die ersten Jahre
1849 erscheint die erste Ausgabe Volksblatt für Stadt und Land. Die ersten zwölf Ausgaben werden in einer von Strüder übernommenen Druckerei in Ahrweiler gedruckt. Dort wird auch das Ahrweiler und Adenauer Volksblatt gedruckt. 1850 werden die beiden Zeitungen unter dem Titel Volksblatt zusammengelegt. Das Verbreitungsgebiet ist die Stadt und der Kreis Neuwied, der Kreis Altenkirchen, Andernach, Linz am Rhein, Remagen und die Eifel. Am 2. Juli 1852 erscheint die erste Ausgabe der Neuwieder Zeitung. 1855 übernimmt Strüder die seit 100 Jahren bestehende Wöchentliche Neuwiedische Zeitung der Verleger Faust und Lichtfers und 1856 erhält er die Verlagsrechte des Neuwieder Intelligenz- und Kreisblatts. Die Neuwieder Zeitung erhält den Untertitel: Mit den Neuwieder Nachrichten und dem Neuwieder und Ahrweiler Kreisblatt verbunden.

## Die neue Druckerei
Da die alten Räumlichkeiten zu klein geworden waren, kaufte Strüder von dem Neuwieder Seifenfabrikanten Johann Gottfried Siegert ein großes Grundstück in der Innenstadt und errichtete neben der Setzerei und der Druckerei auch die Verlagsleitung, Vertrieb, Anzeigenabteilung und Redaktion ein. Unter dem Namen Strüdersche Buchdruckerei und Buchhandlung übernahm Sohn Philipp das Unternehmen am 8. September 1882, das er ab 1887 gemeinsam mit seinem Bruder Wilhelm, der 1889 die Neuwieder Couvertfabrik Willy Strüder gründete, führte. Das Erscheinungsbild der Zeitung wird modernisiert und sie erscheint zeitweise zweimal täglich.
1906 wurde Philipp Strüders Sohn Julius Prokurist und sie führten ab April 1906 gemeinsam das Unternehmen. Neben der Tageszeitung wird ein Heimatblatt, das über die lokale Geschichte und die regionale Vergangenheit berichtet, aufgelegt. Ein illustriertes Unterhaltungsblatt wird einmal wöchentlich der Tageszeitung beigelegt. 1919 zieht sich Philipp Strüder aus dem Alltagsgeschäft zurück. Während der französischen Besatzungszeit wird die Zeitung mehrfach verboten.
Neben dem Druck der Neuwieder Zeitung, die vor dem Ersten Weltkrieg zu den wichtigsten Zeitungen am Mittelrhein zählte, wurden auch zahlreiche Bücher herausgegeben. 1937 wurde die Neuwieder Zeitung verboten und an die Nationalverlag GmbH Koblenz abgetreten. Die Druckerei und der Buchverlag wurden ab April 1937 von Julius Strüder und den beiden Prokuristen Dr. Rolf Strüder und Hermann Remy als Strüdersche Buchdruckerei und Verlagsanstalt weitergeführt. Da die Druckerei des NS-Blattes wegen eines Großbrandes im Fort Asterstein/Koblenz ausfiel, wurde ab November 1944 das Neuwieder Nationalblatt bei Strüder gedruckt.

## Wiederaufbau und Ende
Nach 1945 erfolgte der Wiederaufbau der Strüder KG und der Druck vieler heimatkundlicher Publikationen. Gemeinsam mit seinem Sohn Rolf Strüder wurde das Unternehmen weiter ausgebaut. Ab 1950 wurde wieder eine Zeitung, der Generalanzeiger für Neuwied und Umgegend gedruckt. Diese Ausgabe wurde vom General-Anzeiger (Bonn) erstellt. Ab dem 1. September 1956 erschienen die Koblenzer Rhein-Zeitung und die Neuwieder Zeitung gemeinsam unter dem Titel Rhein-Zeitung, Unabhängige Westdeutsche Landeszeitung. Die Lokalredaktion für den Kreis Neuwied verblieb in den Geschäftsräumen der Neuwieder Zeitung. 1958 wurde die Firma in eine KG, danach am 1. Juni 1972 in eine GmbH umgewandelt und am 19. April 1973 aufgelöst.

## Verlagsprodukte
- Franz Jung: Praktische Anleitung zur systematischen Einrichtung der Archive für die Aufbewahrung der Urkunden und Akten der Reichsfürstlichen und Reichsgräflichen, der Gräflichen und Adelichen Häuser, wie auch der Patrimonialgerichts- und Majoratsherrschaften, Neuwied, Strüder, 1848
- Johann Georg Ballas: Zur Geschichte des Progymnasiums, Strüder Neuwied 1860
- Vollständige Criminal-Procedur gegen den Privatlehrer Jos. Keller in Coblenz und die Wittwe Johann Meder, geb. Christine Erkert, von Ehrenbreitstein wegen [...].Neuwied, Druck und Verlag von W. Strüder, 1860
- Das Asyl mit seinen beiden Gartenbau-Colonieen für Gemüths- und Nervenkranke zu Bendorf bei Coblenz. Neuwied, Strüder, 1860 und 1867
- Rudolph Löhbach: Die Achter zu Andernach. Neuwied, Strüder, 1864
- Wilhelm Neinhaus: Abhandlung des Lehrers Neinhaus über die Flora der Umgegend von Neuwied. Neuwied, Strüder, 1865
- Walter Pohlmann: Die französische Aussprache auf den höheren Schulen mit besonderer Berücksichtigung der Gymnasien. Neuwied, Strüder 1885
- Wilhelm Neinhaus (Hrsg.): Flora von Neuwied und Umgegend. Neuwied, Strüder’sche Buchhandlung, 1866
- Albrecht Erlenmeyer: Die Embolie der Hirnarterien.   Neuwied, Verlag Strüder’sche Buchhandlung, 1867
- K. von Langsdorff: Ländliche Credit- und Consumvereine in der Rheinprovinz. Zweite vermehrte Auflage. Neuwied 1871, Druck und Verlag der Strüder’schen Buchhandlung
- F. W. Raiffeisen: Die Darlehnskassen-Vereine in Verbindung mit Consum-, Verkaufs-, Gant- u.s.w. Genossenschaften als Abhilfe der Noth der ländlichen Bevölkerung. 2. Auflage, Neuwied 1872, Druck und Verlag der Strüder’schen Buchhandlung
- Capaun-Karlowa: Die ländliche Credit- und Consumvereine in der Rheinprovinz (sog. System Raiffeisen). Eine Entgegnung auf die unter gleichem Titel erschienene Schrift des Regierungsrathes Nöll in Coblenz. Neuwied 1873, Druck und Verlag der Strüder’schen Buchhandlung
- Capaun-Karlowa: Die ländliche Credit- und Consumvereine in der Rheinprovinz. Eine zweite Entgegnung auf die Angriffe des Herrn Reg.-Rath Nöll zu Coblenz. Neuwied 1873, Druck und Verlag der Strüder’schen Buchhandlung
- Rudolf Blenke: Der Laacher See und seine vulkanische Umgebung. Neuwied, Strüder, 1879
- Paul Vogt: Das Deutsche als Ausgangspunkt im fremdsprachlichen Unterricht durchgeführt an einigen Kapiteln der lateinischen Syntax. Stüder Neuwied 1886
- Sebastian Dehner (Hrsg.): Hadriani laudatio Matidiae. Neuwied, Strüder, 1891
- Paul Vogt: Die Ortsnamen im Engersgau, eine Untersuchung. Neuwied, Strüder, 1890
- Ernst Winckler: Die Gläubigeranfechtung der Eheverträge,  Neuwied am Rhein : Strüder, 1910
- Julius Ahrens: Beiträge zur Textkritik des Thukydides, Neuwied Strüder, 1911
- Alfred Gysin. Die Gesellschaft Englands in der zweiten Hälfte des achtzehnten Jahrhunderts nach der Literatur der Zeit (1760 - 1800), Neuwied : Strüder, 1913
- Friedrich Wilhelm Mohr: Gedanken zur neudeutschen Chinapolitik,  Neuwied : Strüder,
- Heimat-Blatt und Geschichtschronik für die ehemals Wied'schen und Nassauischen Lande, für Westerwald, Eifel und Mittelrhein. Neuwied, Druck und Verlag der Strüder’schen Buchdruckerei und Verlagsanstalt, 1922 – 1936
- Karl D’Ester: Der Neuwieder Ein vergessener Vorkämpfer für die Freiheit des deutschen Rheins. Neuwied 1930, Strüdersche Buchdruckerei und Verlagsanstalt GmbH Neuwied
- Henrik Klugkist: Der Konto-Korrentvertrag im Privatrecht und internationalen Privatrecht Deutschlands und des Auslandes, Neuwied  Strüder [1932]
- Rolf Strüder: Der ökonomische Konzentrationsprozeß im deutschen Zeitungswesen unter besonderer Berücksichtigung der Provinzpresse : ein wirtschaftsgeschichtlich-soziologischer Versuch, Neuwied  Strüder, 1933
- Dieter Russell: Eigentumserwerb durch stille Stellvertretung. Neuwied : Strüder, 1935
- Karl d' Ester: Das politische Elysium oder die Gespräche der Todten am Rhein : ein Beitrag zur Geschichte der deutschen Presse und des deutschen Gedankens am Rhein, Neuwied am Rhein : Strüder, 1936-1937
- Wilhelm Goerbig: Der römische Grenzwall. Sonderdruck aus der Neuwieder Zeitung (Neue Auflage). Strüdersche Verlagsanstalt, Neuwied 1936[3]
- Walter Groß. Die Zusammenschlußbewegung der rheinischen Bimsindustrie, ihre Ursachen, möglichen Formen und Wirkungen. Neuwied: Strüder, [1938]
- Bilder und Gestalten aus der Vergangenheit der Stadt Neuwied Zur 300-Jahr-Feier 1653-1953, Strüdersche Buchdruckerei und Verlaganstalt GmbH Neuwied
- Curt Karl Rüschhoff: "Wie Bühlerhöhe gebaut wurde - Ein Beitrag zur Geschichte des Kurhauses Bühlerhöhe von Curt Rüschhoff", Buchdruckerei und Verlag Strüder KG, Neuwied 1964.
- Stefan Andres: Main Nahezu Rhein-Ahrisches Saarpfalz Mosellanisches Weinpilgerbuch. Neuwied 1969, Strüdersche Buchdruckerei und Verlagsanstalt GmbH Neuwied
- BACKES, Magnus: Burgen und Schlösser am Rhein. Verlag Strüder, Neuwied 1973.
- Fritz Hirschner : Dr. h. c. Peter Altmeier und das Werden von Rheinland-Pfalz : Aus d. Chaos zum Land mit Zukunft. 2. Aufl. - Neuwied : Strüder, 1975
- Karl Schwarz : Weniger Kinder, weniger Ehen, weniger Zukunft? : Bevölkerungsentwicklung in der Bundesrepublik Deutschland gestern, heute und morgen, 2. aktual. Aufl. Neuwied : Strüder, 1989
- Die römische Töpferei Weißenthurm. Schrift des Kreismuseums Neuwied. Hrsg.: Landkreis Neuwied. Strüder Druck, Neuwied. 1990
- Joachim Bensel: Krippenbetreuung im Spiegel der neuesten internationalen Forschung, Neuwied, Strüder, 1991

## Eigene Werke
- Rolf Strüder: Das Stadtbild Neuwieds 1850-1950, in: Heimat-Kalender für den Kreis Neuwied 1951, S. 23
- Rolf Strüder: Die Gierpont und das Scheffelsche. In: *Bilder und Gestalten aus der Vergangenheit der Stadt Neuwied Zur 300-Jahr-Feier 1653-1953. Strüdersche Buchdruckerei und Verlagsanstalt GmbH Neuwied S. 79–86
- Rolf Strüder: Die Emigrés in Neuwied, eine heimatgeschichtliche Erinnerung zusammengestellt aus alten Quellen. In: Bilder und Gestalten aus der Vergangenheit der Stadt Neuwied. Zur 300-Jahr-Feier 1653-1953. Strüdersche Buchdruckerei und Verlaganstalt GmbH Neuwied. S. 18–20
- Julius Strüder: Das Kaiserpaar zu Besuch in Neuwied 19. Juni 1897. In: *Bilder und Gestalten aus der Vergangenheit der Stadt Neuwied. Zur 300-Jahr-Feier 1653-1953, Strüdersche Buchdruckerei und Verlaganstalt GmbH Neuwied. S. 123–127
- Julius Strüder: Die Aluminia des Fürsten Wilhelm zu Wied. In: *Bilder und Gestalten aus der Vergangenheit der Stadt Neuwied. Zur 300-Jahr-Feier 1653-1953, Strüdersche Buchdruckerei und Verlaganstalt GmbH Neuwied. S. 131–133
- Julius Strüder: Prinz Wilhelm zu Wied, Fürst von Albanien. In: *Bilder und Gestalten aus der Vergangenheit der Stadt Neuwied Zur 300-Jahr-Feier 1653-1953. Strüdersche Buchdruckerei und Verlaganstalt GmbH Neuwied. S. 192–208
- Rolf Strüder: Handel und Wandel auf dem Rhein um 1800. In: Heimat-Blatt für Mittelrhein, Westerwald und Eifel. 1954, S. 25
- Julius Strüder: Blau-weisse Reitergeschichten–Erinnerungen alter Olga-Dragoner aus Kriegs- u. Friedenszeiten. Strüder Neuwied, 1957. 144 S. : mit Abb., 3 Taf., 1 Falttafel.
- Julius Strüder: Balzars tragisches Ende. In: Heimat-Kalender für den Kreis Neuwied-1961, S. 108
- Julius Strüder: Balzar von Flammersfeld, der große Westerwälder Heimatroman. In: Heimat-Kalender für den Kreis Neuwied-1961, S. 107
- Julius Strüder: Christian Spielmann zum Gedächtnis (100. Geburtstag d. Heimatforschers). In: Heimat-Kalender für den Kreis Neuwied-1961. S. 106
- Julius Strüder: Der Siegeszug des Generals Hoche. In: Heimat-Kalender für den Kreis Neuwied-1961, S. 108
- Julius Strüder: Die Wildschützen auf dem Steimeler Markt. In: Heimat-Kalender für den Kreis Neuwied-1961, S. 107
- Julius Strüder:  Ein Festspiel für die Vaterstadt Neuwied. In: Heimat-Kalender für den Kreis Neuwied-1961, S. 106
- Rolf Strüder: Chancen und Gefährdungen geplanten Wandels in der Kirche : aufgezeigt am Beispiel der Diözese Limburg. St.Ottilien, EOS-Verlag 1993, zzgl. Dissertation Universität Würzburg 1990